# Saint-Martin-d'Oney
Saint-Martin-d'Oney é uma comuna francesa na região administrativa da Nova Aquitânia, no departamento Landes. Estende-se por uma área de 34,72 km². Em 2010 a comuna tinha 1 429 habitantes (densidade: 41,2 hab./km²).